# Vrancea (distrikt)
Vrancea er et distrikt i Moldavien i Rumænien med 387.632 (2002) indbyggere. Hovedstad er byen Focşani.

## Byer
- Focşani
- Adjud
- Mărăşeşti
- Odobeşti
- Panciu

## Kommuner
| - Andreiaşu de Jos - Băleşti - Bârseşti - Bogheşti - Boloteşti - Bordeşti - Broşteni - Câmpineanca - Câmpuri - Cârligele - Chiojdeni - Ciorăşti - Corbiţa - Coteşti - Dumbrăveni | - Dumitreşti - Fitioneşti - Garoafa - Goleşti - Gugeşti - Gura Caliţei - Homocea - Jariştea - Jitia - Măicăneşti - Mera - Milcovul - Moviliţa - Năneşti - Năruja | - Negrileşti - Nereju - Paltin - Păuneşti - Poiana Cristei - Pufeşti - Răcoasa - Reghiu - Rugineşti - Sihlea - Slobozia Bradului - Slobozia Ciorăşti - Soveja - Străoane - Suraia | - Tercheşti - Tâmboeşti - Tănăsoaia - Tătăranu - Tulnici - Ţifeşti - Urecheşti - Valea Sării - Vânători - Vârteşcoiu - Vidra - Vintileasca - Vizantea-Livezi - Vrâncioaia - Vulturu |

45°47′N 26°58′Ø / 45.79°N 26.97°Ø